# Lycaena pusilla
Lycaena pusilla är en fjärilsart som beskrevs av Ksienschopolski 1912. Lycaena pusilla ingår i släktet Lycaena och familjen juvelvingar. Inga underarter finns listade i Catalogue of Life.